# Virgínia Valadão
Virgínia Valadão (nascida Virgínia Marcos Valadão, em São Paulo, 13 de agosto de 1952 - 2 de junho de 1998) foi uma antropóloga paulista, dedicada a questões de etnologia e direito indígena no Brasil. Iniciou o projeto Vídeo nas Aldeias, em 1986, em conjunto com seu esposo Vincent Carelli. 

## Infância e educação
Virgínia Valadão era filha de funcionários públicos paulistas, de religião católica, de classe média. Foi a primogênita do casal. Ela se formou em Ciências Sociais, em 1977, e fez pós-graduação em Antropologia (1977-1979), ambas as formações na Universidade Estadual de Campinas (Unicamp).

## Atuação indigenista
Em 1979, fez parte do grupo de jovens antropólogos e indigenistas que fundou o Centro de Trabalho Indigenista (CTI), uma organização independente, sem fins lucrativos, destinada a apoiar projetos voltados aos indígenas, que atuou de forma inovadora sobre as questões de etnologia e direito indígena no Brasil. Foi diretora do CTI por quase 20 anos. Virgínia conviveu com os grupos indígenas Xavante, Urubu Kaapor, Nhambiquara, Tembé, Tenetehara, Guarani, Tenharim, Enawenê-Nawê, Xokleng, e os isolados do Igarapé Omerê; tendo escrito diversos documentos sobre os mesmos, em sua maioria não publicados. Segundo Regina Müller, amiga e colega de trabalho de Virgínia,
Outra atividade profissional de Virgínia Valadão, onde se encontra o diálogo entre a Antropologia e o Indigenismo, foi a elaboração de laudos antropológicos e relatórios de identificação para processos de regularização de terras indígenas, aos quais se dedicou com a tenacidade de sempre e a competência com que na vida adulta se distinguiu. Essa tenacidade e competência se integraram, por sua vez, ao modo artístico, sensível e instigador de abordar temas de pesquisa, projetos e assessorias, laudos técnicos e trabalhos de campo.
Dentre os temas sobre os quais Virgínia escreveu, estão:
- Linguagem corporal
- Migração
- Chefia
- Liderança feminina
- Ritual
- Alternativas de desenvolvimento sustentável
- Territorialidade

Virgínia teve como um de seus casos de estudo e documentação preferidos a liderança feminina representada por Verônica Tembé.
Foi consultora do Banco Mundial no Projeto de Demarcação das Terras Indígenas da Amazônia Legal (PPTAL, 1992) e a antropóloga responsável pelo processo de tombamento da Serra do Mar e pela preservação das vilas caiçaras de São Paulo (1984-1986).
Em 1998, Virgínia Valadão e Silbene Almeida conceberam um espaço das artes vivas dos povos indígenas para a reabertura do Museu do índio, em Brasília. O espaço concebido contava com performances, instalações, rituais, espetáculos e convivência intercultural.

## Vídeo nas Aldeias
Com seu esposo, o cineasta franco-brasileiro Vincent Carelli que também foi fundador do CTI, Virgínia iniciou o projeto Vídeo nas Aldeias, em 1986. "O Projeto Vídeo nas Aldeias é uma série contínua que nasceu das experiências frustrantes que os índios Waiãpi brasileiros tiveram com filmes etnográficos e filmagens em suas aldeias".
O projeto Vídeo nas Aldeia foi criado no âmbito do CTI, promoveu, ao longo de mais de vinte anos, o encontro dos indígenas com suas imagens, tornando o vídeo um instrumento de expressão da sua identidade e refletir suas visões de mundo. Além de treinar e equipar as comunidades indígenas com equipamentos de vídeo, o projeto estimulou a troca de informações e de imagens entre as nações, que discutiam juntas a maneira de apresentar sua realidade para o resto do mundo.
Os trabalhos iniciais foram realizados por Virgínia Valadão, Dominique Gallois e outros profissionais, que atuaram na produção de uma série de 35 documentários, traduzidos para cinco idiomas e divididos em três eixos temáticos:
- vídeo processo: povos originários encontram-se com sua imagem e refletem sobre sua auto-representação;
- vídeo denúncia: registro de conflitos e da situação dos índios no Brasil; e
- vídeos institucionais e projetos alternativos: o eixo foi proposto por algumas comunidades e ilustra relações de contato e processos de transformação das comunidades.

Em 26 de novembro de 2009, o projeto Vídeo nas Aldeias recebeu a Ordem do Mérito Cultural, em cerimônia prestigiada pelo presidente da República.

## Filmografia
Dentro do Projeto Vídeo nas Aldeias, Virgínia produziu 5 vídeos:
- Wai’a: o segredo dos homens (1988), Virgínia Valadão. "Entre os Xavante do Mato Grosso, o Wai’a é uma etapa importante de um ritual de iniciação masculina que acontece uma vez a cada 15 anos. Wai'a: The Secret of Men documenta as cerimônias que preparam os jovens para o contato com forças sobrenaturais. Os jovens da aldeia dirigiram as filmagens e ajudaram na edição para fazer um registro para a próxima geração".[10]
- Boca livre no Sarare (1992), Virginia Valadão, Vincent Carelli e Maurizio Longobardi. "Mais de 6.000 garimpeiros invadem a reserva dos Nambiquara do Sararé, e madeireiros invadem as florestas ricas em mogno, que estão ameaçadas de extinção. A pressão sobre o Banco Mundial (com quem o governo de Mato Grosso negocia um empréstimo) pode acabar com o garimpo, mas a pilhagem da floresta continua".[11]
- Yãkwa: o Banquete dos Espíritos (1995), que demandou quatro anos de pesquisa de campo.[2] O documentário tem quatro partes e mostra o ritual mais importante dos índios Enauênê-Nauê.
- Morayngava, o desenho das coisas (1997), Virginia Valadão e Regina Müller. "Ao descobrirem que é possível guardar suas imagens, os velhos lamentam nunca terem guardado imagens de seus antepassados e decidiram registrar a iniciação de um xamã, tradição ameaçada pelos novos tempos".[12]
- Demarcar do nosso jeito: experiências participativas do PPTAL (1998).

O vídeo de Virgínia mais conhecido do público é "Yãkwa: o Banquete dos Espíritos", que retrata o ritual anual dos Enawenê-Nawê de dança, canto e oferta de alimento para proteger a comunidade dos espíritos Yakairiti. O ritual tem duração de sete meses. O documentário tem quatro partes:
- As flautas sagradas: confecção de canoas e armadilhas para peixes que serão usadas durante a grande pescaria. Também são confeccionadas flautas para os espíritos.
- A vingança de Dataware: grupos de homens da comunidade vão até os igarapés e constróem barragens para capturar os peixes da piracema. Xinare conta que a barragem se construia sozinha até que Dataware, um civilizador, se vingou dos peixes.
- Harikare: o Anfitrião dos Espíritos: peixes defumados são trazidos da pescaria, ofertados aos espíritos e consumidos pela comunidade. O cerimonial inclui a entrada tempestuosa dos espíritos na aldeia.
- A menina mandioca: a comunidade derruba e planta a roça coletiva de mandioca, a mesma dos espíritos do ritual. Dessa forma, revivem o mito da menina enterrada pela mãe, que se transformou na primeira mandioca.

Essa obra "permanece como uma produção exemplar no registro impecável da vida Xavante através de um documentário sobre este ritual e, mais importante ainda, realizado a pedido deles e até hoje muito apreciado por muitos outros povos indígenas. Sua produção videográfica foi premiada mais de uma vez em mostras representativas do meio".

## Prêmios
1996: Selected Work no 18° Tokyo Video Festival, por "Yãkwá, o banquete dos espíritos".
1996: Prêmio de Excelência do Júri do I Concurso Pierre Verger de Vídeo Etnográfico, na 20' Reunião Brasileira de Antropologia, em Salvador, por "Yãkwá, o banquete dos espíritos".
1996: Melhor Documentário e Prêmio do Júri Popular TVE RioCine Festival, no 12“ RioCine Festival, por "Yãkwá, o banquete dos espíritos".
1996: Melhor Vídeo Documental e Prêmio Walter da Silveira de melhor vídeo da XXIII Jornada de Cinema da Bahia, por "Yãkwá, o banquete dos espíritos".
2009: o projeto Vídeo nas Aldeias recebeu a Ordem do Mérito Cultural, em cerimônia prestigiada pelo presidente da República.

## Falecimento
Virginia Valadão faleceu no dia 2 de junho de 1998. Durante seu funeral, diversos indígenas enfeitaram seu corpo com colares de tucum, tiririca e uma gravata xavante. Entre as muitas homenagens a ela prestadas pelos grupos indígenas com os quais conviveu e trabalhou, estão um ritual de choro-reza de saudade realizado pelos Kraho e uma menina Xavante que recebeu seu nome, Virgínia.

## Vida pessoal
Foi esposa do cineasta franco-brasileiro Vincent Carelli, com quem teve dois filhos, Pedro e Rita.